# 内閣総理大臣秘書官
内閣総理大臣秘書官（ないかくそうりだいじんひしょかん、英: Executive Secretary to the Prime Minister）は、国家公務員の役職の一つである。内閣総理大臣に常に付き従って、機密に関する事務を取り扱い、また内閣総理大臣の臨時の命により内閣官房その他関係各部局の事務を助ける役職である。内閣法では「内閣総理大臣に附属する秘書官」と称されている。俗に総理大臣秘書官、首相秘書官。

## 根拠法令
内閣法第23条により内閣官房に置かれ、内閣官房組織令第11条によりその定数は5人と定められている。ただし、当分の間8人とするとされている（内閣官房組織令附則第6項）。
内閣総理大臣秘書官は、国家公務員法第2条により特別職の国家公務員とされ、第2条第3項では、国務大臣秘書官、人事院総裁秘書官、会計検査院長秘書官、内閣法制局長官秘書官、宮内庁長官秘書官などと同様に規定されている。

## 秘書官の構成
秘書官の内訳は慣例的に政務担当2人、事務担当6人の計8人で構成される。
また、秘書業務を円滑に行うため、総理大臣官邸には「総理大臣秘書官室」が設置されており、専従スタッフが秘書官の命令を受けて秘書業務の実務を担当する。

### 政務担当首相秘書官（首席秘書官）
政務を担当する政務担当秘書官は、一般的に「首席秘書官」と呼ばれることもあるが、これは法的に定められているわけではなく、あくまで俗称である。内部的・非公式な序列はあるが、法的には事務担当秘書官も同列の扱いである。
通常は首相の国会議員秘書として長年仕えてきた人物が任命される。橋本龍太郎首相が当時通産官僚であった江田憲司を任命したように、ごく希に官僚から選ばれる場合もある。他にも、政策ブレーンや親類縁者から選ぶケースもある。1970年代中頃までは、いわゆる「番記者」として関係を深めた新聞記者を秘書官に任命する例も多かった。いずれのケースであっても、基本的に首相の信頼の厚い人物が選ばれるため、首相に対して大きな影響力を持つと言われる。
主な業務は首相のスケジュールの最終的な調整を担当することであるが、それ以外にも首相の命を受けて政権の重要政策や政府各部門の調整をしたり、首相とともに長い間永田町で仕事をしてきた実績や人脈を生かして首相と与党、時によっては野党との密かな連絡調整役となったりするなど、多岐に亘る。また、与党政治家との会合や週末の遊説など首相の政治案件にも同行する。事務担当秘書官は、首相が交代すればそれぞれの出身省庁に戻るので、首相に仕えるというよりも出身省庁に仕えるという側面が強い。したがって、重要な国家機密や首相の機微に触れる事項については、首相と政務担当秘書官の二人だけで共有される。そこに政務担当秘書官と事務担当秘書官の決定的な違いがある。
報道において「首相周辺」という表現があるとき、これはもっぱら政務担当秘書官の意味であり、非公式な場面でのオフレコ発言をした場合に用いられる。

### 事務担当首相秘書官
事務担当秘書官は、外務省、財務省、経済産業省、防衛省、警察庁の各省庁から1人ずつ、各省庁を退職し新たに任用される形で就任する。通例では、財務省出身者が事務担当秘書官の中で筆頭格とされ、他の事務担当秘書官よりも年次が上の者が就く。
秘書官には、通常はキャリア官僚採用の本省課長級または局次長・審議官級で、将来の事務次官候補と目されるような人物が選ばれる。高級官僚の人事ローテーションの一環と言う面があり、長期政権となった場合は、概ね2 - 3年で交代する。ただし、首相が政変などで短期で交代すれば、秘書官もその任を解かれて元の省庁に戻されるのが通例である。例外的に、5年以上に亘った小泉政権においては、警察庁出身の秘書官を除いて同じ人物が一貫して秘書官を務めた。
事務担当秘書官それぞれが1府11省3庁の処務を分担して受け持ち、首相を補佐する。また各省庁と首相官邸の連絡役として、首相演説の推敲や国会答弁の調整、政権の重要政策に関する立案・調整などを行う。出身省庁への帰属意識が強い官僚社会の風土から監視役・スパイと批判的に表現されることもあるが、首相の求心力が強い場合は出身省庁の利害に反して忠誠を尽くすこともある。
2008年9月に発足した麻生内閣では、首相の意向により新たに総務省出身者を加え、政務担当秘書官を含めて6人体制をとった。また、最も年次が上である総務省出身の秘書官を政策統括担当とし、事実上の筆頭事務担当秘書官に位置付けた。
続く鳩山由紀夫内閣では通例どおりの5人体制に戻された。その後継の菅直人内閣では、厚生労働省出身者を筆頭事務担当秘書官とする6人体制とされ、後に防衛省出身者を追加して7人体制となった。ただし、当時の政令で定員が6人とされていたため、当該秘書官は、一般職相当の「内閣総理大臣秘書官事務取扱」とされた。次の野田内閣は、菅直人内閣と同構成ながら財務省出身者を筆頭格とする7人体制とした。
2012年12月に発足した第2次安倍内閣は、政務担当秘書官を含めて6人体制となった。その後、2013年11月、憲政史上初の女性秘書官として、総務省出身の山田真貴子を起用し、7人体制とした。
2015年7月、首相秘書官の交代が行われ、山田真貴子に次ぐ史上2人目の女性秘書官として、経済産業省出身の宗像直子を起用し、6人体制とした。
2017年7月、宗像直子が、女性初の特許庁長官となり、後任に経済産業省出身で当時内閣副参事官の佐伯耕三が抜擢された。
2018年4月11日に、佐伯耕三が衆院予算委員会で希望の党代表の玉木雄一郎にヤジを飛ばし、翌4月12日に西村康稔内閣官房副長官から厳重注意を受けた。
2020年9月、菅義偉内閣発足で、防衛省出身の増田和夫以外は交代した。
2021年7月8日、定員が8人とされ、新田章文が再起用された。
2021年10月、岸田内閣発足で、防衛省出身の中嶋浩一郎以外は交代した。
2023年2月、同性結婚を巡って「見るのも嫌だ」などと差別発言をした経済産業省出身の荒井勝喜が更迭された。

#### 2024年10月1日現在の構成
政務担当秘書官
| 氏名     | 前職・首相との関係   |
| -------- | -------------------- |
| 槌道明宏 | 元防衛審議官         |
| 吉村麻央 | 石破事務所の政策秘書 |

事務担当秘書官
| 氏名       | 出身省庁   |
| ---------- | ---------- |
| 貝原健太郎 | 外務省     |
| 中島朗洋   | 財務省     |
| 熊木正人   | 厚生労働省 |
| 井上博雄   | 経済産業省 |
| 吉野幸治   | 防衛省     |
| 土屋暁胤   | 警察庁     |

### 首相秘書官補（首相秘書官付）
事務担当秘書官の業務を助けるため、「総理大臣秘書官付室」が官邸に置かれ、各秘書官の出身省庁から選抜された若手課長補佐クラスの「内閣総理大臣秘書官補」（内閣総理大臣秘書官付）が各秘書官を補佐する。
通常、事務担当秘書官と同じ外務省、財務省、経済産業省、防衛省、警察庁から1人ずつが選ばれるが、麻生内閣では総務省、菅直人内閣では厚生労働省から出されていた。

## 歴代首相の政務担当秘書官
| 戦後歴代首相の主な政務担当秘書官 | 戦後歴代首相の主な政務担当秘書官 | 戦後歴代首相の主な政務担当秘書官                                       | 戦後歴代首相の主な政務担当秘書官 |
| 首相                             | 秘書官                           | 前職・首相との関係                                                     | 退任後 |
| -------------------------------- | -------------------------------- | ---------------------------------------------------------------------- | --- |
| 幣原喜重郎                       | 岸倉松                           | 内閣調査局調査官、在アントワープ領事                                   | |
| 幣原喜重郎                       | 降旗徳弥                         | 衆議院議員                                                             | 逓信相 |
| 吉田茂                           | 松野頼三                         | 日立製作所社員、海軍将校                                               | 自民党衆議院議員、防衛庁長官 |
| 吉田茂                           | 木村公平                         | 自由党前衆議院議員                                                     | 自民党衆議院議員 |
| 片山哲                           | 森元治郎                         | 同盟通信社記者                                                         | 社会党参議院議員 |
| 芦田均                           | 下河辺三史                       | 日立製作所社員                                                         | 日製産業社長 |
| 鳩山一郎                         | 山本正一                         | 民主党前衆議院議員                                                     | 鎌倉市長 |
| 鳩山一郎                         | 若宮小太郎                       | 朝日新聞記者                                                           | ラジオ関東常務、神奈川県知事選に出馬するも落選 |
| 石橋湛山                         | 川上大典                         | 朝日新聞記者                                                           | 日本自転車振興会理事、関東自転車競技会会長 |
| 岸信介                           | 安倍晋太郎                       | 毎日新聞記者、岸の娘婿                                                 | 衆議院議員、外相、自民党幹事長 |
| 岸信介                           | 中村長芳                         | 安倍晋太郎とは山口中学同級生、実業家                                   | 日本プロ野球・ロッテオリオンズ（千葉ロッテマリーンズの前身）オーナー、太平洋クラブライオンズ〜クラウンライターライオンズ（埼玉西武ライオンズの前身）オーナー |
| 池田勇人                         | 伊藤昌哉                         | 西日本新聞記者                                                         | 政治評論家 |
| 佐藤栄作                         | 大津正                           | 岸信介秘書官                                                           | 大利根カントリー倶楽部社長 |
| 佐藤栄作                         | 楠田實                           | 産経新聞記者                                                           | 国際交流基金日米センター初代所長 |
| 田中角栄                         | 榎本敏夫                         | 日本電建部長、民自党職員・田中秘書                                     | ロッキード事件に連座し逮捕・有罪 |
| 三木武夫                         | 竹内潔                           | 三木秘書（一議員時代から）                                             | 参議院議員 |
| 三木武夫                         | 高橋亘                           | 三木の娘婿                                                             | 下館市民病院長 |
| 三木武夫                         | 中村慶一郎                       | 読売新聞記者                                                           | 政治評論家、参院選に出馬するも落選 |
| 福田赳夫                         | 市村健一                         | 福田秘書（一議員時代から）                                             | 福田派事務局 |
| 福田赳夫                         | 福田康夫                         | 丸善石油課長、赳夫の長男                                               | 自民党衆議院議員、内閣総理大臣 |
| 大平正芳                         | 木村貢                           | 宏池会事務局長                                                         | 木村は後に宮沢の秘書官も務める |
| 大平正芳                         | 小国宏                           | 大平秘書（一議員時代から）                                             | 多度津町長 |
| 鈴木善幸                         | 材津昭吾                         | 鈴木秘書（一議員時代から）                                             | 参院選に出馬するも落選 |
| 中曽根康弘                       | 上和田義彦                       | 中曽根秘書（一議員時代から）、“中曽根の金庫番”                         | |
| 竹下登                           | 波多野誠                         | 竹下秘書（一議員時代から）                                             | 竹下亘政策担当秘書 |
| 宇野宗佑                         | 森真一郎                         | 宇野秘書（一議員時代から）                                             | |
| 海部俊樹                         | 金石清禅                         | 日本航空部長、早稲田大学雄弁会時代の後輩                               | 新進党新人候補 - 任期満了直前に繰り上げ当選し保守党参議院議員                                                                                                |
| 宮澤喜一                         | 木村貢                           | 宏池会事務局長                                                         | |
| 宮澤喜一                         | 宮澤洋一                         | 大蔵官僚、喜一の甥                                                     | 自民党衆議院議員、参議院議員、経済産業相 |
| 細川護熙                         | 成田憲彦                         | 国立国会図書館課長                                                     | 駿河台大学法学部教授・学長（第5代）、内閣官房参与（野田内閣）                                                                                                |
| 村山富市                         | 園田原三                         | 日本社会党職員                                                         | 衆院選に出馬するも落選 |
| 橋本龍太郎                       | 江田憲司                         | 通産官僚                                                               | 衆議院議員、みんなの党幹事長、結いの党代表、維新の党代表、民進党代表代行、立憲民主党代表代行                                                                 |
| 小渕恵三                         | 古川俊隆                         | 小渕秘書、早大時代の後輩                                               | |
| 森喜朗                           | 宮村栄一                         | 森秘書、早大時代の後輩                                                 | |
| 小泉純一郎                       | 飯島勲                           | 小泉秘書                                                               | 大学客員教授、内閣官房参与（第2次安倍内閣） |
| 安倍晋三                         | 井上義行                         | 国鉄、総理府ノンキャリア職員                                           | みんなの党参議院議員、日本を元気にする会国会対策委員長 |
| 福田康夫                         | 福田達夫                         | 三菱商事社員、康夫秘書、康夫長男                                       | 自民党衆議院議員 |
| 麻生太郎                         | 村松一郎                         | 麻生秘書                                                               | 財務大臣秘書官 |
| 鳩山由紀夫                       | 佐野忠克                         | 元経産官僚、弁護士                                                     | 弁護士 |
| 菅直人                           | 岡本健司                         | 民主党職員、内閣官房専門調査員                                         | |
| 野田佳彦                         | 河井淳一                         | 松下政経塾2期生、野田佳彦財務大臣秘書官、蓮舫大臣秘書官                | 野田佳彦政策担当秘書 |
| 安倍晋三                         | 今井尚哉                         | 経産官僚                                                               | 内閣官房参与（菅義偉内閣） |
| 菅義偉                           | 新田章文                         | 内閣官房長官秘書官                                                     | 菅義偉事務所の秘書。2021年7月8日、首相秘書官に再起用された。                                                                                                 |
| 菅義偉                           | 寺岡光博                         | 内閣官房内閣審議官、財務官僚、菅義偉内閣官房長官事務担当秘書官（当時） | 財務省主計局次長 |
| 岸田文雄                         | 嶋田隆                           | 元経済産業事務次官                                                     | |
| 岸田文雄                         | 山本高義                         | 岸田事務所の政策秘書                                                   | 岸田事務所 2023年6月1日、不祥事により辞任した岸田翔太郎に代わって再登用                                                                                      |
| 岸田文雄                         | 岸田翔太郎                       | 岸田事務所の公設秘書、文雄の長男                                       | 岸田事務所 |
| 石破茂                           | 槌道明宏                         | 元防衛審議官                                                           | |
| 石破茂                           | 吉村麻央                         | 石破事務所の政策秘書                                                   | |